# Volodymyr Trosjkin
Volodymyr Trosjkin (Oekraïens:  Володимир Миколайович Трошкін, Russisch:  Владимир Николаевич Трошкин) (Jenakijeve, 28 september 1947 – 5 juli 2020) was een Oekraïens voetballer en trainer. Als speler kwam uit voor de Sovjet-Unie en was hij bekend onder zijn Russische naam Vladimir Trosjkin.

## Biografie
Trosjkin begon zijn carrière bij een club uit zijn thuisstad en maakte dan de overstap naar SKA Kiev en in 1969 naar het grote Dynamo Kiev, waarmee hij vier keer landskampioen werd en de beker won. In 1975 won hij ook de Europacup II en UEFA Super Cup. Hij beëindigde zijn carrière bij Dnjepr Dnjepropetrovsk.
Hij speelde ook 31 wedstrijden voor het nationale elftal en werd er in 1972 Europees vicekampioen mee. In 1976 zat hij ook in de selectie voor de Olympische spelen, waar ze de bronzen medaille wonnen.